# 受胎告知 (ベッリーニ)

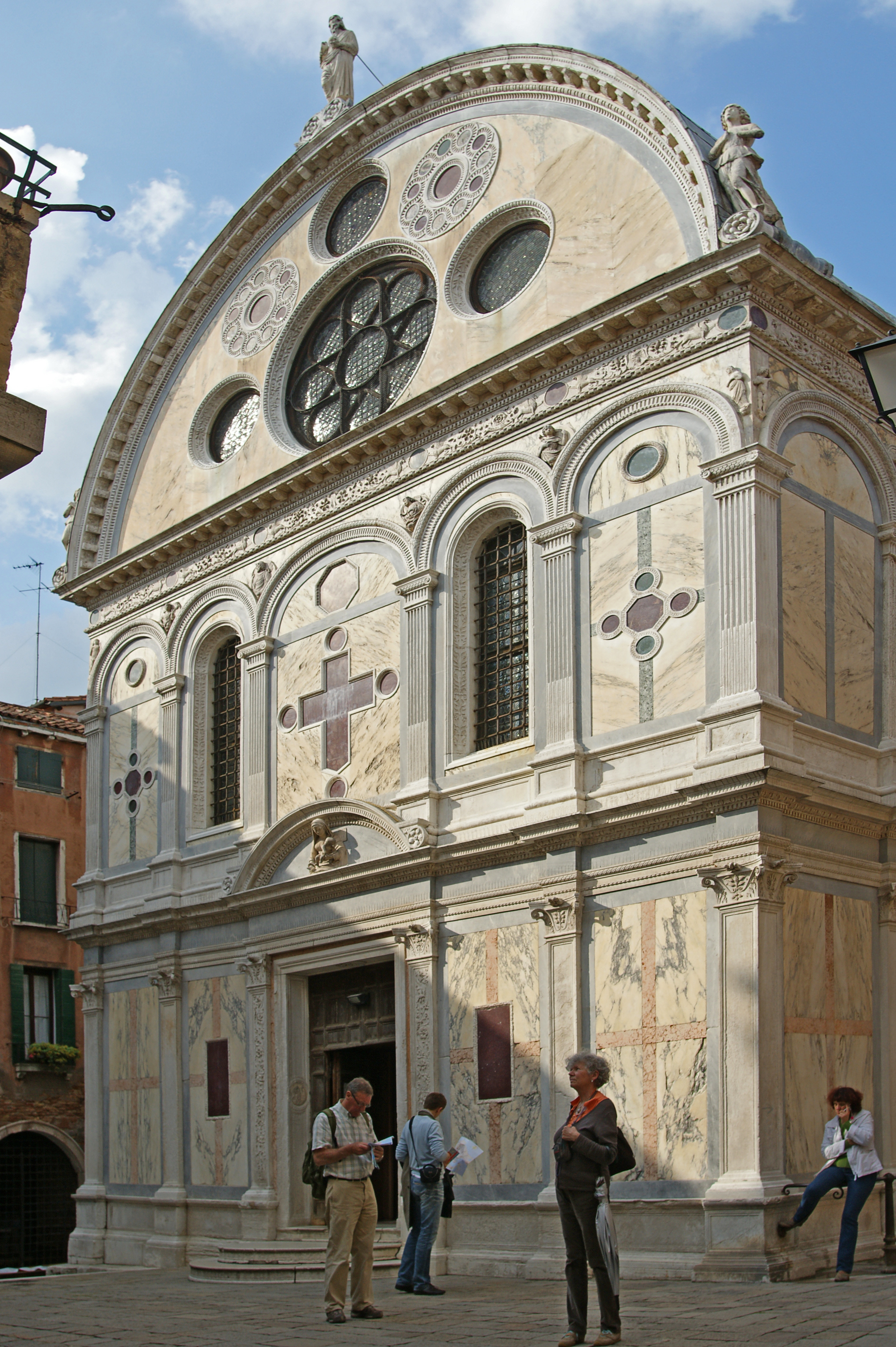
サンタ・マリア・デイ・ミラーコリ教会のファサード。

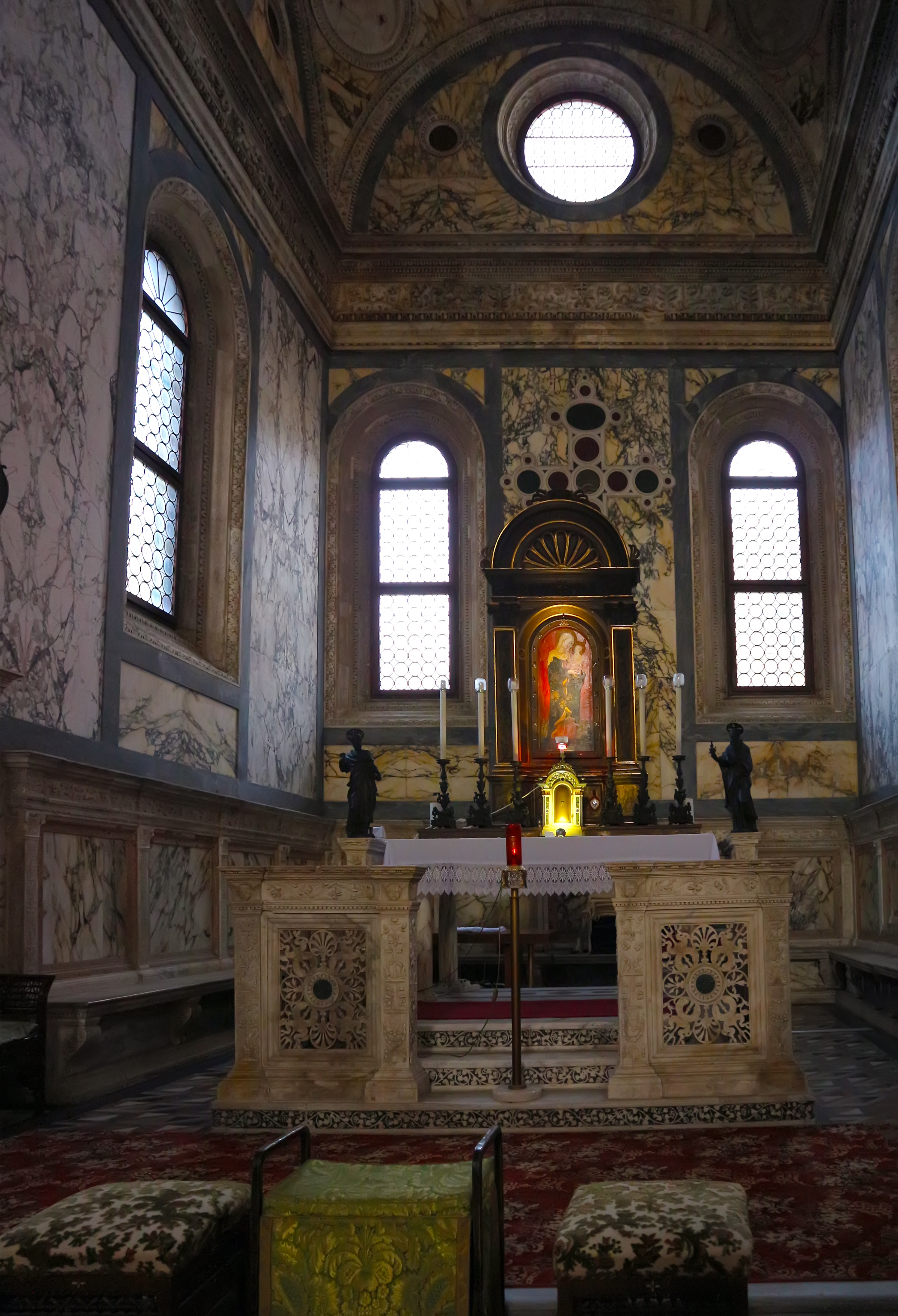
サンタ・マリア・デイ・ミラーコリ教会の大理石装飾。

『受胎告知』（じゅたいこくち、伊: Annunciazione、英: Annunciation）は、イタリア、ルネサンス期のヴェネツィア派の画家ジョヴァンニ・ベッリーニが1500年ごろに制作した絵画である。油彩。ヴェネツィアのサンタ・マリア・デイ・ミラーコリ教会のオルガンの外扉の装飾として描かれた。主題は『新約聖書』「ルカによる福音書」1章で言及されている受胎告知であり、ベッリーニは向かって左側の扉に大天使ガブリエルを、右側の扉に聖母マリアを描いており、受胎告知の場面は扉を閉じたときに完全な姿となった。またオルガンの内扉には『聖ペテロ』と現存しない『聖パウロ』が、パラペットの上にはキアロスクーロで描かれた数枚の歴史画があった。現在はヴェネツィアのアカデミア美術館に所蔵されている。

## 主題
「ルカによる福音書」によると、長年不妊であった聖ザカリアの妻の聖エリザベトが妊娠して6か月が経ったころ、ナザレに住むマリアのところに御使いのガブリエルが現れて、主がマリアとともにおられ、やがてイスラエルの王となる男子を産むであろうと告げた。結婚を控えていたマリアはその言葉に驚き、すぐに親族のエリサベトを訪問したという。

## 作品
ベッリーニは聖母マリアのいる室内に天使ガブリエルが現れる場面を描いている。鳶色をした長髪の天使は左手に白い百合の花を持って部屋の中に入っている。それとともに明るい光が夜の室内に差し込んで、室内と聖母マリア、そして天使自身の背中を暖かく照らしているが、祈りに没頭する聖母マリアは天使の存在に気づいていない。これはときに聖母が天使の出現にひどく驚いた姿で描写されるのとは対照的である。聖母が使っている祈祷台は細やかな寄木細工で装飾され、画面右端の天蓋付きの寝台は赤いカーテンで覆われている。窓からはヴェネト地方の典型的な丘陵の風景が見える。室内の壁を覆っているのは、サンタ・マリア・デイ・ミラーコリ教会でも用いられている貴重な15世紀のパヴォナッツォ大理石（Pavonazzo marble）の羽目板である。ベッリーニはここで遠近法で表現された絵画の室内空間に、絵画が収められた教会の室内空間を再現している。このような建築要素を使った戯れと空間の模倣は『聖ヨブ祭壇画』や『フラーリの三連祭壇画』でも行っている。
近年行われた洗浄によってかつての豊かな色彩が取り戻された。特筆すべきは鉛白、朱色のニス、ラピスラズリの混合で作り出された紫がかった青色で描かれた天使であり、この色遣いはベッリーニの典型的な特徴である。またX線撮影による科学的調査から明らかになった下絵はベッリーニの品質を示している。
帰属に関しては1664年にボスキーニがオルガンを装飾した絵画をトレヴィーゾの画家ピエル・マリア・ペンナッキに帰属した。これはその後の絵画の評価を左右したが、一般的にベッリーニの特徴は認められており、最終的にジュゼッペ・フィオッコがベッリーニに帰属した。バーナード・ベレンソンは3枚の絵画がほぼベッリーニの真筆であることを認めており、ロドルフォ・パッルッキーニとテリージョ・ピニャッティは完全にベッリーニの真筆としている。一方でヴィットーレ・カルパッチョの関与を想定する研究者もいる。たとえばロバートソン（Robertson）はカルパッチョの『聖ウルスラの夢』との関連性を指摘し、部分的に助手の介入を認めつつも並外れた作品と見なしている。ズカルビ（Sgarbi）はカルパッチョを提案したのちにベッリーニ派に帰属、リーリック（Rearick）はカルパッチョがベッリーニの工房で働いていた時期の作品としている。この点についてアカデミア美術館はベッリーニによって構想され、おそらく工房によって制作されたという見解を示している。

## 来歴
サンタ・マリア・デイ・ミラーコリ教会のオルガンを飾っていたベッリーニの作品は、その後オルガンの解体によって方々に散った。『受胎告知の聖母』は1817年にサン・フランチェスコ・デッラ・ヴィーニャ教会に、『聖ペテロ』はボニファーツィオ・ヴェロネーゼの作品としてサンタ・マリア・グロリオーザ・デイ・フラーリ聖堂に寄託された。その一方でキアロスクーロの歴史画は保管されていたもとの教会と修道院の廃絶の際に行方不明となった。その後、『受胎告知の天使』がロンドンのラングドン・ダグラス・コレクションで発見され、1907年に国家によって購入された。さらに1910年、『受胎告知の聖母』がサン・フランチェスコ・デッラ・ヴィーニャ教会の保管庫から回収され、両作品ともにアカデミア美術館に収蔵された。